# Sphaerolaimus macrocirculoides
Sphaerolaimus macrocirculoides is een rondwormensoort uit de familie van de Sphaerolaimidae. De wetenschappelijke naam van de soort is voor het eerst geldig gepubliceerd in 1954 door Wieser.